# جيمس جيري
جيمس جيري (بالإنجليزية: James Gerry)‏ هو سياسي أمريكي، ولد في 14 أغسطس 1796 بريزينغ صن في الولايات المتحدة، وتوفي في 19 يوليو 1873. حزبياً، نشط في الحزب الديمقراطي. وقد انتخب عضو مجلس النواب الأمريكي.